# Anna Kozłowska
Anna Maria Kozłowska, do 2005 Kadyjewska (ur. 6 września 1973) – polska językoznawczyni, doktor habilitowana nauk humanistycznych, wykładowca Uniwersytetu Kardynała Stefana Wyszyńskiego. 

## Życiorys
W okresie szkolnym stypendystka Krajowego Funduszu na rzecz Dzieci. Ukończyła w 1997 z wyróżnieniem filologię polską na Uniwersytecie Warszawskim (tytuł pracy magisterskiej: Role semantyczne Boga i szatana w liryce Cypriana Norwida; promotorka: prof. Jadwiga Puzynina). Stopień doktora nauk humanistycznych w zakresie językoznawstwa uzyskała tamże w grudniu 2003 na podstawie rozprawy doktorskiej: Obraz Boga w pismach Cypriana Norwida (promotorka: prof. Jadwiga Puzynina). Habilitowała się we wrześniu 2014 na Uniwersytecie Marii Curie-Skłodowskiej na podstawie rozprawy Od psalmów słowiańskich do rzymskich medytacji. O stylu artystycznym Karola Wojtyły.
W latach 1996–1997 była zatrudniona w Pracowni Słownika Języka Cypriana Norwida Uniwersytetu Warszawskiego. Od 1997 do 2003 w Instytucie Języka Polskiego Wydziału Polonistyki UW. Od 2001 pracuje na Uniwersytecie Kardynała Stefana Wyszyńskiego. Początkowo w Katedrze Współczesnego Języka Polskiego na Wydziale Nauk Humanistycznych na stanowisku asystenta, od 1 września 2004 na stanowisku adiunkta. Od lipca 2015 kieruje Zakładem Badań nad Językiem Autorów tamże.
Od 2014 członkini zarządu Fundacji Norwidowskiej (KRS 0000129753). Od 2017 członkini komisji rewizyjnej Polskiego Towarzystwa Językoznawczego (KRS 0000198197).

## Wybrane publikacje
- Chrześcijaństwo w pismach Cypriana Norwida, Warszawa 2000 [współautorzy: Tomasz Korpysz, Jadwiga Puzynina].
- Od psalmów słowiańskich do rzymskich medytacji. O stylu artystycznym Karola Wojtyły, Warszawa 2013.